# Немсадзе, Бесире Сулеймановна
Бесире Сулеймановна Немсадзе (род. 1926 год, село Бобоквати, Кобулетский район, АССР Аджаристан, ССР Грузия) — колхозница колхоза имени Молотова Кобулетского района, Аджарская АССР, Грузинская ССР. Герой Социалистического Труда (1949).

## Биография
Родилась в 1926 году в крестьянской семье в селе Бобоквати Кобулетского района (сегодня — Кобулетский муниципалитет). Окончила местную неполную среднюю школу. Трудовую деятельность начала в годы Великой Отечественной войны на чайной плантации в колхозе имени Молотова (с 1956 года — колхоз села Бобоквати) Кобулетского района.
В 1948 году собрала 6321 килограмм сортового зелёного чайного листа на участке площадью 0,5 гектара. Указом Президиума Верховного Совета СССР от 29 августа 1949 года удостоена звания Героя Социалистического Труда за «получение высоких урожаев сортового зелёного чайного листа и цитрусовых плодов в 1948 году» с вручением ордена Ленина и золотой медали «Серп и Молот» (№ 4668).
Этим же указом звания Героя Социалистического Труда были награждены звеньевые Мамуд Джемалович Гогитидзе, Наргула Скендеровна Махарадзе, колхозницы Айше Кемаловна Гогитидзе, Гули Османовна Джинджарадзе, Вардо Мурадовна Концелидзе, Назико Джемаловна Концелидзе, Бедрие Османовна Махадзе, Кевсер Хасановна Шамилишвили и колхозник Джемал Мемедович Георгадзе.
За выдающиеся трудовые достижения по итогам работы в 1949 году была награждена вторым Орденом Ленина.
После выхода на пенсию проживала в родном селе Бобоквати.
Награды
- Герой Социалистического Труда
- Орден Ленина — дважды (1949; 19.07.1950)